# Banvou
Banvou är en kommun i departementet Orne i regionen Normandie i nordvästra Frankrike. Kommunen ligger i kantonen Messei som tillhör arrondissementet Argentan. År 2022 hade Banvou 630 invånare.

## Befolkningsutveckling
Antalet invånare i kommunen Banvou
| Referens: INSEE |